# Giuseppe Rubino
Giuseppe Rubino (Salemi, 30 ottobre 1887 – Trapani, 1964) è stato un avvocato e politico italiano.

## Biografia
Avvocato, fu Ufficiale di complemento durante la prima guerra mondiale. Vicino alle posizioni della Democrazia sociale di Nunzio Nasi, se ne distaccò nel 1923 per aderire al Partito Nazionale Fascista .
Fu eletto deputato alla Camera nel 1924, nel Listone fascista. Restò parlamentare fino al 1929, quando non fu ricandidato perché la federazione trapanese del PNF gli preferì Giuseppe Maggio. Si allontanò così progressivamente dalla politica e tornò all'avvocatura.
Nel dopoguerra è la figura di riferimento del movimento liberale nel trapanese. Dal 1951 al 1954 fu fondatore e presidente del Rotary Club di Trapani .
Muore nel 1964. A lui è stata poi intitolata la Camera Penale di Trapani .